# Туризм в Гвинее-Бисау

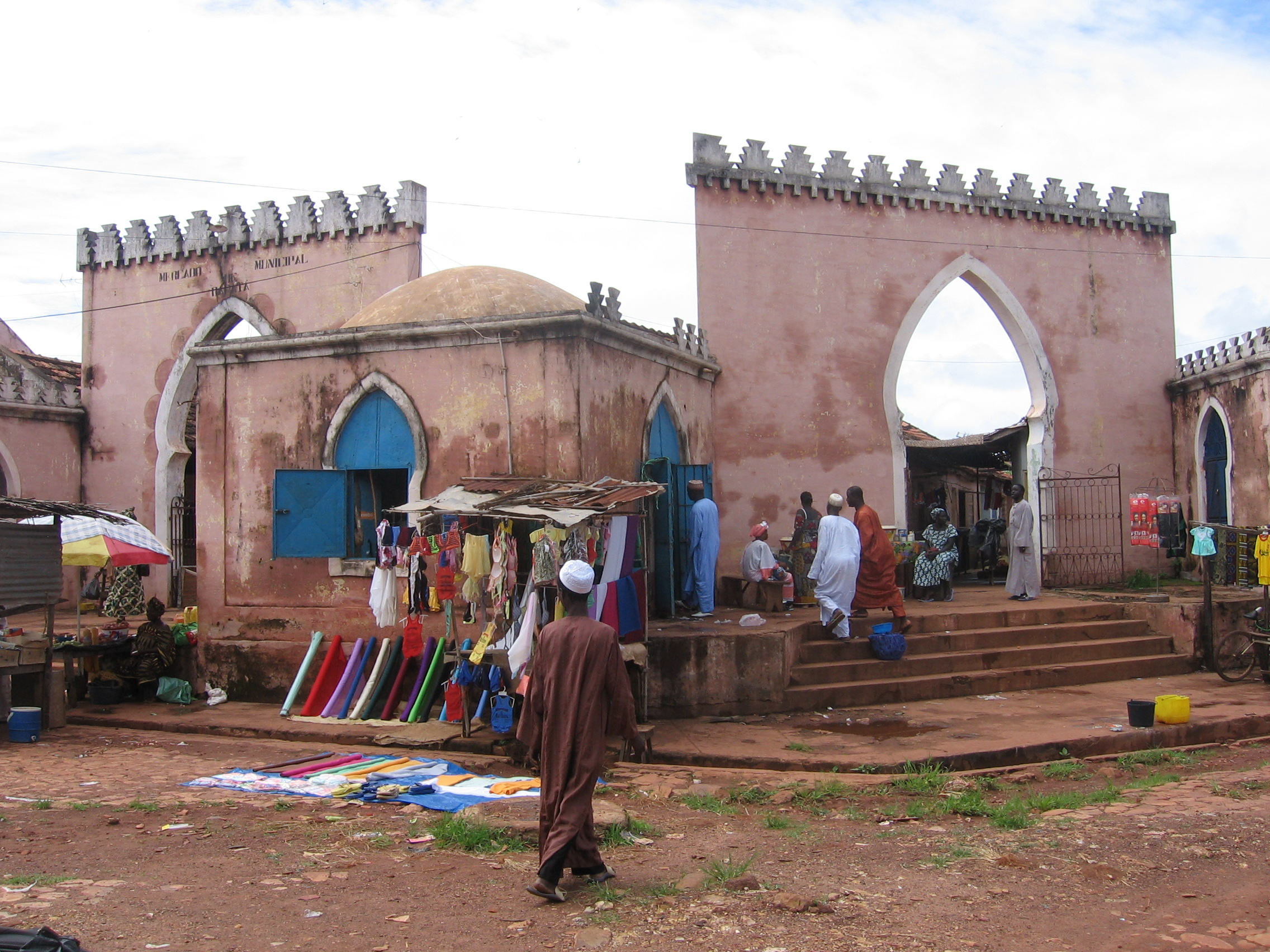
Старый рынок в Бафата

Туризм в Гвинее-Бисау — один из секторов экономики этой страны.

## Общие сведения
Сафари привлекает многих путешественников в Гвинею-Бисау. Туристы охотятся в открытой местности, а также в лесах и джунглях. Традиционная жизнь различных этнических групп также представляет интерес для туристов. Архипелаг Бижагош и город Болама — главные туристические точки страны. Все желающие посетить Гвинею-Бисау должны иметь при себе действительный заграничный паспорт и визу. В 1999 году ООН оценила стоимость пребывания в Бисау в 76-134 долларов США в день, в зависимости от выбора гостиницы. Ежедневные расходы составляют примерно 44 $ на Бижагош и 68 $ в Бафата.